# La captura de Samsó
La captura de Samsó és una pintura a l'oli sobre tela realitzat per Christiaen van Couwenbergh el 1630, que representa l'escena en què Dalila traeix Samsó i l'entrega als filisteus, narrada a l'Antic Testament. La pintura mostra el moment en què un barber talla els cabells de l'heroi hebreu, després que aquest hagi estat adormit per la seva amant, Dalila.

## Tema
Segons l'Antic Testament, Samsó, jutge llegendari d'Israel, es va enamorar d'una dona anomenada Dalila que habitava la vall Sorec.
Els prínceps filisteus es van posar en contacte amb ella i li van proposar un tracte: si aconseguia descobrir d'on provenia la força sobrehumana de Samsó i els ajudava a capturar-lo, cada un d'ells li donaria mil cent sicles de plata. Ella va acceptar.
Així, Dalila va preguntar a Samsó: amb quina cosa lligat no podries escapar?. I Samsó, que no tenia cap intenció de desvelar el seu secret, va mentir: si em lliguessin amb set cordes d'arc quedaria sense forces, com la resta d'homes. Dalila i els filisteus van posar en pràctica aquest sistema, però no va fer efecte i Samsó es va deslligar com si res. Dalila, però, no es va rendir i va tornar a preguntar a Samsó quin era el seu secret. I aquest la va tornar a enganyar, dient-li primer que l'havien de lligar amb cordes noves, mai abans utilitzades. I després, que la clau era entrelligar amb tires de tela les set trenes amb les quals es recollia els cabells, i clavar-les a un teler.
Tot i els enganys, la dona va continuar insistint fins que es va fer tant pesada que Samsó va acabar confessant: mai ha passat la navalla pel meu cap, perquè jo sóc nazireu, és a dir, consagrat a Déu des del ventre de la meva mare. Si rapessin el meu cap, es retiraria de mi la fortalesa, perdria les forces i seria com els altres homes.
Confiada que aquesta vegada li havia dit la veritat, Dalila va fer venir novament els filisteus a casa seva. Aquests van amagar-se en una cambra contigua, mentre Dalila adormia Samsó sobre la seva falda, fent-lo caure en un son profund. Llavors, un home va apropar-s'hi i li va tallar les set trenes.
Anul·lada la força de Samsó, els filisteus van entrar a la cambra, el van capturar, li van treure els ulls, se'l van emportar a Gaza i el van tancar en una cel·la, obligant-lo a fer girar una mola de molí com si es tractés d'una bèstia.

## Descripció

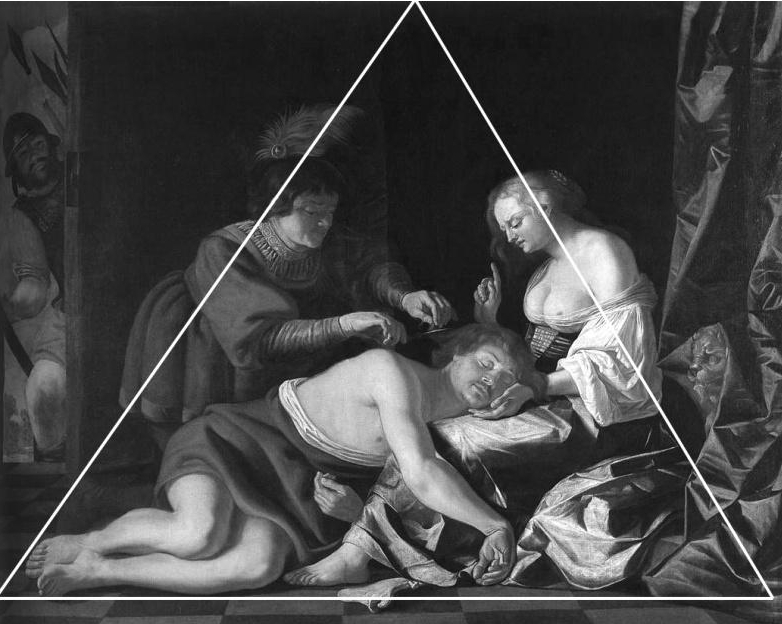
Estructura piramidal de l'obra

L'escena és protagonitzada per tres personatges situats al centre de la imatge: dos homes i una dona. Es tracta de Samsó, Dalila i el filisteu que talla els cabells a Samsó.
- Dalila apareix voluptuosa i desinhibida, amb els pits despullats i el monyo mig desfet, com si hagués estat mantenint relacions sexuals amb Samsó. Porta un vestit llustrós, propi d'una dona d'alta categoria. Amb una mà sosté el cap de Samsó, recolzat a la seva falda, mentre que amb l'altra, fa un gest de cautela, de guardar silenci, per no despertar el seu amant. Aquesta actitud de preocupació també es reflecteix al seu rostre, seriós i en tensió. El color de la seva vestimenta, en canvi, blava i blanca, denota serenitat. De fet, al blau se li atribueix una virtut calmant.[3] El color de la roba de Dalila, doncs, no ha estat triat a l'atzar, sinó que es converteix en el marc més idoni per al son profund de Samsó, que recolza el seu cap en aquest blau.

- Samsó ocupa el centre de la imatge. Apareix com un home corpulent i musculós. Se l'acostuma a reconèixer perquè porta els cabells llargs. En aquest cas, però, no s'hi observen les set trenes amb les quals es recollia la cabellera, segons expliquen les sagrades escriptures. Se suposa que ja han estat tallades pel filisteu. Apareix mig despullat i descalç, a l'estil dels herois clàssics. Però aquesta nuesa també fa al·lusió al fet d'haver mantingut relacions sexuals amb Dalila. Dorm profundament, probablement emborratxat per Dalila, tot i que la Bíblia no fa cap referència explícita a la forma com ella va aconseguir adormir-lo.

- El filisteu, vestit amb les robes pròpies d'un membre de la cort, apareix a l'esquerra de Samsó, tallant-li els cabells amb molta cura. El seu rostre, a diferència del de Dalila, reflecteix tranquil·litat i, fins i tot, esbossa un petit somriure de satisfacció. La seva roba és vermella, inclosa la ploma que li guarneix el barret. Es tracta del color de la sang i de la batalla, el color atribuït a Ares, el déu de la guerra grec (o Mart, el seu equivalent romà).[3] Aquest color, fosc i càlid, premonitori de la l'escena de violència que està a punt de succeir, es contraposa amb els colors de Dalila, clars i freds. La llum de la composició es concentra sobre Samsó i Dalila, mentre que els filisteus, inclòs el que està tallant els cabells del gegant hebreu, es mantenen a la penombra, a l'espera de sortir a escena. Les mans que sostenen les tisores, però, estan clarament il·luminades.

La distribució dels personatges segueix una estructura piramidal. Els vèrtexs inferiors del triangle corresponen, a l'esquerra, amb als peus de Samsó i a la dreta, amb la part inferior de la cortina, mentre que el vèrtex superior resulta de la unió de les dues diagonals que tracen les figures de Dalila i el filisteu.

### Escena
L'escena es desenvolupa a l'interior d'una cambra mig en penombra, emmarcada per la dreta amb una cortina de setí que recorda un teló i confereix a l'habitació l'aspecte d'un escenari, al centre del qual es desenvolupen els fets. Aquesta forma de representar l'espai com un teatre, és característica de l'art barroc, període en el qual es va pintar aquesta obra, que data de l'any 1630.
A l'esquerra hi ha una porta mig oberta, rere la qual s'oculta un soldat filisteu que, segons s'intueix per les llances que s'alcen darrere seu, va acompanyat de més soldats que queden fora del camp de visió. El caràcter anacrònic del decorat, que recrea un interior típic del segle xvii, amb les cortines ampul·loses i el terra escacat, també es dona en els personatges, que van vestits segons la moda barroca en comptes de portar les robes pròpies dels segles XII-XI aC., període en el qual se suposa que es van produir aquests fets.

## Atributs
A la imatge hi apareixen tres objectes que ajuden a identificar els personatges i l'escena: 

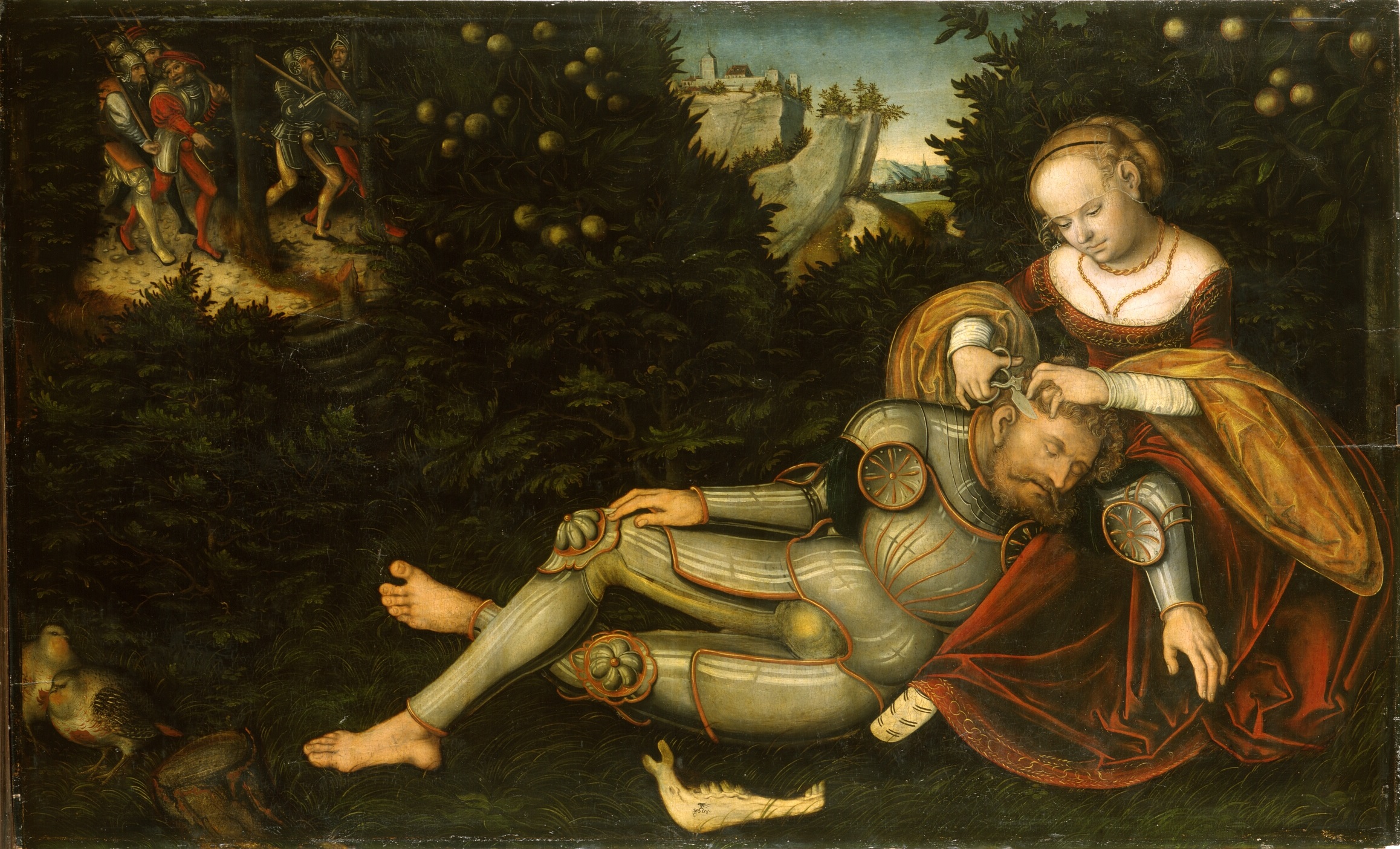
Samson i Dalila, Lucas Cranach el jove, 1537, 74,5cm × 121cm, Staatliche Kunstsammlungen Dresden.

### Tisores
Les tisores que sosté el filisteu, amb les quals està tallant els cabells a Samsó, són un element recorrent a l'hora de representar aquest episodi de la Bíblia. Generalment els artistes respecten la narració bíblica i fan que sigui un home l'encarregat de tallar les trenes de l'heroi hebreu. En algunes ocasions, però, és directament Dalila qui talla els cabells de Samsó, com es pot observar, per exemple, a l'obra de Lucas Cranach el jove, de 1537. En aquest cas, a més a més, l'artista també es pren la llicència de situar l'escena a l'aire lliure, en un bosc, i no a la casa de la seva amant, com explica la Bíblia. El fet que sigui Dalila i no el soldat filisteu, qui executa l'acció, és una manera de fer recaure sobre la dona tota la responsabilitat de la traïció i la posterior captura de l'heroi jueu.

### Lleó
Amagat entre les cortines hi ha un lleó que treu el cap i que mira, amb gest agressiu com tallen els cabells a l'heroi. Aquest animal és un dels atributs que generalment acompanya la figura de Samsó i que ajuden a identificar-lo.
El lleó fa referència a la primera de les gestes de Samsó, narrada al Llibre dels Jutges (14:5). Segons el text, Samsó es dirigia a demanar la mà de la seva primera esposa, a Tamnata, i quan va arribar a les vinyes de la ciutat, se li va aparèixer un cadell de lleó ferotge i rugent, que va arremetre contra ell. Samsó, acompanyat de la força divina que li havia estat atorgada, va matar l'animal obrint-li la mandíbula amb les mans fins a esquinçar-lo. Passats uns dies, Samsó va tornar a passar per aquell camí i va trobar el cadàver de la bèstia, a la boca de la qual un eixam d'abelles hi havia fet el seu rusc. L'home va agafar la mel amb les mans i se la va menjar, compartint-la amb el seu pare i la seva mare.
En funció de l'actitud que adopti, el lleó pot simbolitzar el bé o el mal, Crist o Satanàs. Quan representa Crist, generalment fa referència al miracle de la resurrecció. Antigament es creia que els lleons dormen amb els ulls oberts. Aquesta característica es reconeix també en Crist al sepulcre, que dorm (està mort) però al mateix temps està despert (ressuscita). També s'atribueix al lleó la capacitat de ressuscitar quan, acabat de néixer, cec i poc format, sembla mort. Però uns dies després que la mare el covi, respon al rugit del pare, com si hagués tornat a la vida. Igual que Jesús, que després de passar tres dies al sepulcre va ser “despertat” per la veu del “Pare”. En aquesta història, en la qual Samsó mata el lleó amb les seves pròpies mans, el lleó simbolitza el mal i la temptació, que són vençuts per Samsó, personificació del bé. Això el converteix, segons els exegetes de la doctrina tipològica, en una prefiguració de Crist, que triomfa sobre el dimoni. També fa referència al descens de Crist als llimbs: es considera que la boca oberta de l'animal simbolitzaria la boca del Leviatan. En aquest cas, les abelles i la mel que surten de la boca del lleó mort, correspondrien a les ànimes dels justos, alliberades dels llimbs pel Crist salvador.
El mal pot estar representat per altres éssers, com ara l'os, el porc senglar o la serp. Però que sigui un lleó i no una altra bèstia qui ataca Samsó no és cap casualitat. El lleó no només simbolitza el dimoni, sinó que també és l'animal més fort de tots. Per tant, que Samsó el mati amb les mans, com qui trinxa una branca, el converteix en l'ésser més fort i poderós de la terra. Això constata el caràcter diví de la força que li ha estat donada des del naixement.
La lluita de Samsó amb el lleó recorda altres escenes molt similars. David, per exemple, segons relata el Primer llibre de Samuel (17:34), també mata un lleó amb les mans quan pastura el seu ramat, estant al bosc. També en aquest cas simbolitza el triomf del bé sobre el mal. Les lluites de Samsó i de David es representen de forma molt similar. La diferència és que David acostuma a aparèixer com un jove pastor, acompanyat de bestiar, mentre que Samsó sol representar-se com un home gros i musculós, amb els cabells llargs i sovint recollits amb set trenes.
L'enfrontament cos a cos amb el lleó té un precedent en la mitologia clàssica. L'heroi grec Hèracles –l'Hèrcules romà– lluita contra el lleó de Nemea, el mata i, amb la seva pell, es fa un casc i una capa que es convertiran en els seus atributs característics. Les representacions d'aquesta escena mitològica són molt similars a les de la lluita de Samsó. Tots dos homes són grans i forçuts, i adopten postures similars. De fet, hi ha força autors que veuen en Samsó l'adaptació jueva de l'Heracles grec.
- 'Samsó lluita amb el lleó, de Lucas Cranach el vell, 1520-25.
- Hèracles i el lleó de Nemea. Enócoe àtic de fons blanc, circa 520-500 a. C. Procedent de Vulci.
- Hèrcules lluitant amb el Lleó de Nemea. Detall del mosaic romà de Els Dotze Treballs de Llíria (València)
- David matant a un lleó, ua de les sis plaques de plata que representen les primeres escenes de la vida de David. En la col·lecció del Museu Metropolità d'Art de Nova York.

### Mandíbula d'ase
A la part inferior de la imatge, al costat del peu de Dalila, s'observa un os. Es tracta de la mandíbula d'un ase, un altre dels atributs habituals de Samsó, que fa referència a un altre episodi de la vida de l'heroi: quan aquest va matar tot sol mil filisteus amb la mandíbula d'aquest animal. Segons la Bíblia, Samsó s'havia enemistat fortament amb els filisteus, fins al punt que aquests van cremar viva la seva dona i Samsó, com a venjança, va arremetre contra ells.
En resposta a aquest últim atac, els filisteus van anar a Judà a buscar Samsó i els homes de la tribu de Judà, que no volien problemes amb el poble veí, van entregar-lo lligat amb cordes noves. Samsó, però, va desfer les seves lligadures i, trobant a terra una mandíbula d'ase, la va agafar i va matar amb ella mil homes. A partir d'aquell moment, “Samsó va governar a Israel vint anys en temps dels filisteus”.
Com en el cas de la lluita amb el lleó, també en aquesta història hi ha autors que troben semblances amb la història de David: el triomf de Samsó sobre els filisteus recorda el triomf de David sobre el gegant filisteu Goliat.
En tots dos casos, el protagonista lluita en solitari contra un enemic de força aparentment molt superior –Samsó ho fa contra mil homes, David contra un gegant–. A més a més, tots dos van armats amb objectes molt simples: una mandíbula d'ase i una fona respectivament. Tant Samsó com David representen el bé, mentre que els enemics, filisteus en els dos casos, encarnen el mal.